# Niagara (Spiel)
Niagara ist ein Brettspiel von Thomas Liesching, das 2004 im Verlag Zoch erschienen ist. Das Spiel wurde zum Spiel des Jahres 2005 gewählt, erreichte den 2. Platz beim Deutschen Spiele Preis und wurde Dritter in der Kategorie „Familienspiel“ beim Schweizer Spielepreis.

## Thema des Spiels und Ausstattung
Die Spieler bewegen kleine Holz-Kanus auf einem reißenden Fluss, um Edelsteine verschiedener Farben von flussabwärts gelegenen Buchten zu gewinnen und zum sicheren Strand zu bringen. Auf dem Weg lauern Gefahren, wie der Absturz über den Wasserfall oder räuberische Mitspieler.
Es geht darum, geschickt zu planen und die Züge der Mitspieler zu berücksichtigen.
Das ungewöhnlich geformte Spielbrett wird über die Schachtel gelegt und stellt den Fluss mit den Buchten dar. Das Flussbett und die Buchten liegen einige Millimeter tiefer als der Rest des Spielbrettes. An einem Ende ist der sichere Strand, am anderen hängen Klappen des Brettes über den Schachtelrand hinaus – der Wasserfall.
In das Flussbett werden zehn der zwölf flachen runden Scheiben aus klarem Plastik gelegt, auf diesen bewegen sich in den Spielzügen die Boote und die Scheiben selbst bewegen sich mit der Strömung des Flusses. Die anderen werden für das Spiel nicht gebraucht und dienen als Ersatz. Die Kanus sind aus in den Spielerfarben lackiertem Holz, die Edelsteine aus Plastik. Die Ausstattung des Spieles beinhaltet folgende Komponenten:
- Spielbrett
- 10 Schiffe in 5 Farben
- ein Startspieler-Ring
- eine Wolke
- 12 Flussfelder
- 40 Edelsteine in 5 Farben
- 35 Paddelkarten in 5 Farben

Die Erweiterung Flussgeister am Niagara beinhaltet
- 7 Boote
- 1 Biber
- 1 Elch
- 25 Paddelkärtchen und einen Aufkleber

und ist nur mit der Originalversion zu spielen.
Die Mini-Erweiterung Diamanten Joe beinhaltet ein naturfarbenes Kanu, eine kleine Spielregel und ein Baumwollsäckchen. Diese kleine Erweiterung konnte zeitweise beim Spieleverlag erworben werden, ist mittlerweile aber vergriffen.

## Spielablauf
Jeder Spieler hat eine begrenzte Zahl an Bewegungspunkten, die in Runden ausgespielt werden. Ein Punkt kann zur Bewegung flussauf- oder -abwärts eingesetzt werden oder zur Ein- und Ausfahrt aus den fünf Edelstein-Buchten. Ein Spieler verfügt über zwei Kanus, die Bewegung gilt jeweils für alle Kanus, die gerade im Wasser sind. Nur bei der Bewegung gegen den Strom kann ein Spieler mit einem leeren Kanu seine Mitspieler berauben und sich ihren Edelstein aneignen.
Einmal in sieben Runden spielt jeder eine Sonderkarte, mit der er die Strömung des Flusses beschleunigend oder verlangsamend ändern kann. Nach der Bewegungsrunde wirkt sich die Strömung des Flusses aus. Die Strömung kann ein Kanu von nahe dem Einstieg am Strand zu den wertvollen Edelsteinbuchten bringen oder es erbarmungslos über die Kante des Wasserfalls kippen. Abgestürzte Kanus sind verloren, können aber durch Bezahlen mit einem Edelstein wieder eingesetzt werden. Glücklicherweise sinkt die Flussgeschwindigkeit an der Gabelung auf die Hälfte.
Hat ein Spieler die Mindestanzahl an Edelsteinen an den sicheren Strand transportiert, wird die laufende Runde vollendet, mit ihr endet das Spiel. Dadurch kann es auch mehrere Sieger geben.

## Spielstrategie
Da die Bewegungspunkte begrenzt sind, empfiehlt es sich, die Vorwärtsbewegung zumindest teilweise der Strömung zu überlassen und die Punkte möglichst auf dem Rückweg zum rettenden Strand einzusetzen. Um Edelsteine einer noch fehlenden Farbe zu ergattern, kann es auch sinnvoll sein, auf dem Rückweg einen Edelstein in einer Bucht abzulegen und stattdessen einen andersfarbenen bei einem Mitspieler zu rauben.

## Zielgruppe und Einschätzung
Wie nahezu alle Spiele des Jahres ist Niagara ein Familienspiel. Das Spielprinzip ist schnell erfasst, zur Entwicklung einer Strategie braucht man nur wenig Erfahrung.

## Auszeichnungen
Niagara wurde 2005 das Spiel des Jahres und war einer der Gewinner der Mensa Mind Competition. Es wurde mit dem zweiten Platz des Deutschen Spielepreises und mit dem dritten Platz des Schweizer Spielepreises ausgezeichnet. Außerdem wurde das Spiel von Pyramid getestet. 